# Jař
Jař (též jařina) je označení pro obilí (plodiny), které se vysévá na jaře a sklízejí v létě. Vždy se jedná o speciální odrůdy, které jsou k tomu uzpůsobené (např. jarní pšenice, jarní ječmen). Tyto odrůdy mají kratší vegetační období. V případě podzimního výsevu by tak umrzly a způsobily by výrazné výnosové ztráty. Opakem jařin jsou ozimy, které se vysévají na podzim.

## Historie
Ve středověkém trojpolním hospodářství slovo jař označovalo 1. část tříletého cyklu.